# E Ink

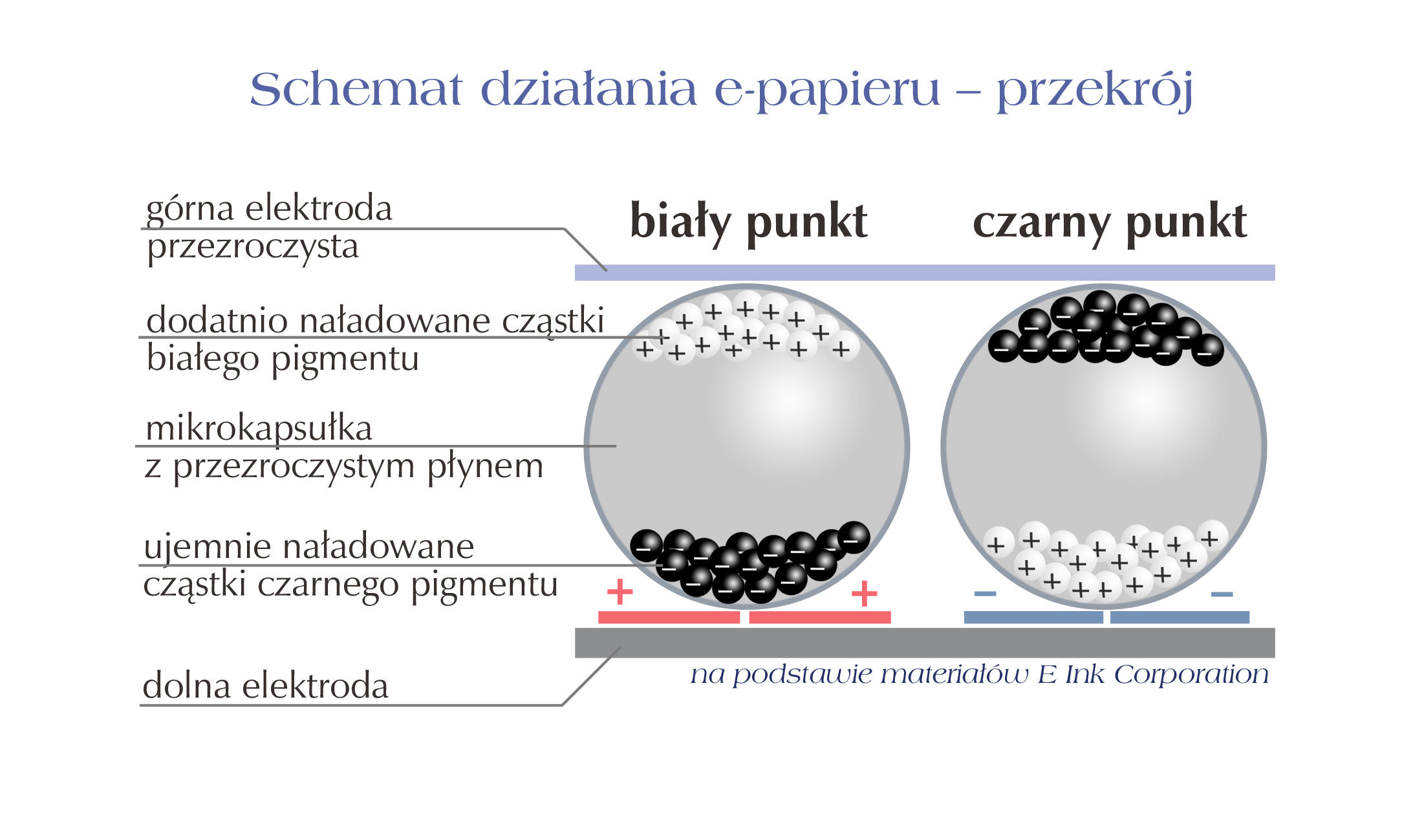
Schemat działania wyświetlacza w technologii E Ink

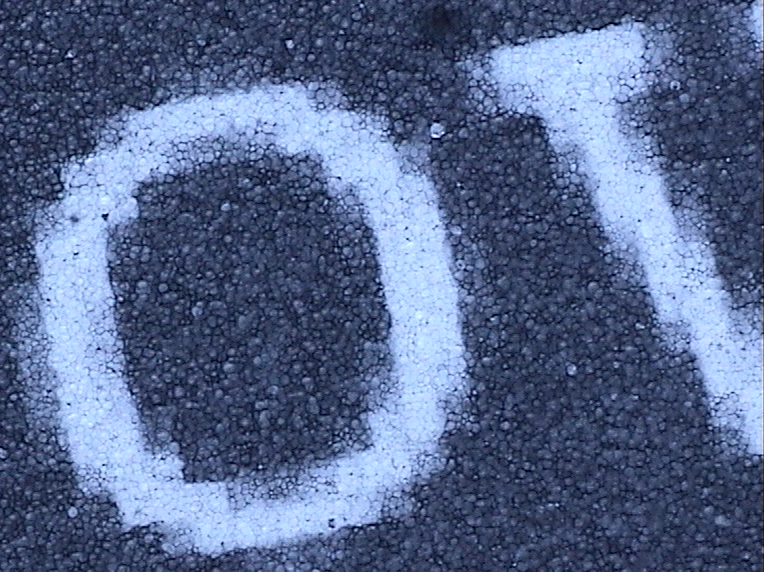
Ekran Amazon Kindle 3 w powiększeniu z widocznymi mikrokapsułkami

E Ink – technologia papieru elektronicznego rozwijana przez E Ink Corporation. Znalazła zastosowanie w produkcji wyświetlaczy elektronicznych. Korzystające z niej urządzenia to m.in.: Onyx, Sony Reader, iLiad, Cybook Gen3, eClicto, Barnes & Noble Nook i Amazon Kindle. Motorola F3 jest pierwszym telefonem komórkowym, w którego wyświetlaczu użyto technologii E Ink w celu ograniczenia zużycia energii przez urządzenie. Z kolei firma Samsung użyła tej technologii w klawiaturze telefonu Alias2. W październiku 2008 w limitowanej edycji amerykańskiego czasopisma Esquire wykorzystano E Ink do umieszczenia na okładce migającego tekstu (bateria wystarczała na 90 dni).

## Zasada działania
Głównym komponentem elektronicznego atramentu są miliony mikrokapsułek, o średnicy ludzkiego włosa. Każda mikrokapsułka zawiera dodatnio naładowane białe cząstki i ujemnie naładowane czarne cząstki, zawieszone w przejrzystej cieczy. Same kapsułki są także zawieszone w płynie, tworząc swego rodzaju atrament. Atramentem tym pokrywa się obwód elektroniczny, składający się z elektrod sterujących wyświetlaczem. Kiedy do piksela zostanie przyłożony potencjał elektryczny, w taki sposób, że ładunek dodatni jest przyciągany do góry, a ujemny do dołu, białe cząstki przemieszczają się w górę mikrokapsułki, a czarne do jej dna, gdzie stają się niewidoczne. W efekcie piksel staje się biały. Po odwróceniu polaryzacji elektrod czarne cząstki wędrują do góry kapsułki, zaciemniając dany piksel.

## Cechy szczególne
Atrament może być nanoszony w procesie sitodruku, dzięki czemu można nim pokryć szkło, plastik, tekstylia, a nawet papier. W przeciwieństwie do obrazu tworzonego na wyświetlaczach ciekłokrystalicznych, obraz na wyświetlaczu korzystającym z technologii E Ink wygląda tak samo niezależnie od kąta obserwacji i oświetlenia. Obraz nie ulega także zakłóceniu podczas dotykania lub zginania wyświetlacza, dzięki czemu można tworzyć całkowicie giętkie urządzenia. Oprócz tego wyświetlacze tego typu cechuje bardzo niski pobór energii, która jest zużywana tylko podczas samej zmiany obrazu.